# Sverige i olympiska sommarspelen 1960
Sverige vid Olympiska sommarspelen 1960 gjorde en insats, som var betydligt sämre än väntat och i den inofficiella poängtävlingen mellan nationerna kom Sverige på 13:e plats, vilket var den sämsta sedan 1900. De svenska deltagarna erövrade 1 guldmedalj, 2 silver- och 3 bronsmedaljer.

## Medaljer
|         | Guld | Silver | Brons | Totalt |
| ------- | ---- | ------ | ----- | ------ |
| Sverige | 1    | 2      | 3     | 6      |

### Guld
- Sven-Olov Sjödelius och Gert Fredriksson - Kanot, K2 1000m

### Silver
- John Ljunggren - Friidrott, 50 km gång
- Jane Cederqvist - Simning, 400m frisim

### Brons
- Gert Fredriksson - Kanot, K1 1000m
- Hans Antonsson - Brottning, fri stil, mellanvikt
- Gustaf Freij - Brottning, grekisk-romersk stil, lättvikt

## Övriga svenska placeringar

### Boxning
- Weltervikt
  - - Karl Bergström - oplacerad
- Lätt tungvikt
  - - Lars-Olof Norling - oplacerad

### Brottning

#### Grekisk-romersk stil
- Flugvikt
  - - Bengt Frännfors - oplacerad
- Bantamvikt
  - 4 Edvin Vesterby
- Fjädervikt
  - - Leif Freij - oplacerad
- Weltervikt
  - - Bertil Nyström - oplacerad
- Mellanvikt
  - - Leopold Israelsson - oplacerad
- Lätt tungvikt
  - - Rune Jansson - oplacerad
- Tungvikt
  - - Ragnar Svensson - oplacerad

#### Fristil
- Flugvikt
  - - Bengt Frännfors - oplacerad
- Bantamvikt
  - - Edvin Vesterby - oplacerad
- Weltervikt
  - - Åke Carlsson - oplacerad
- Lätt tungvikt
  - - Viking Palm - oplacerad
- Tungvikt
  - - Bertil Antonsson - oplacerad

### Cykel
- Landsväg individuellt
  - 12 Gunnar Göransson
  - 76 Ove Adamson
  - - Oswald Johansson - bröt
  - - Gösta Pettersson - bröt
- Landsväg lag
  - 5 Sverige (Owe Adamson, Gunnar Göransson, Oswald Johansson, Gösta Pettersson)

### Friidrott

#### Herrar
- 200 meter
  - - Lennart Jonsson, 22,3 - utslagen i försöket
- 400 meter
  - - Alf Petersson, 48,3 - startade ej i kvartsfinalen
- 800 meter
  - - Per Knuts, 1.52,8 - utslagen i kvartsfinal
- 1 500 meter
  - 4 Dan Waern, 3.40,0
- Maraton
  - 21 Arnold Vaide, 2.25.40,2
  - 58 Evert Nyberg, 2.48.32,0
- 400 meter häck
  - - Per-Owe Trollsås, 52,3 - utslagen i försöket
- 3 000 meter hinder
  - 5 Gunnar Tjörnebo, 8.58,6
  - - Lage Tedenby, 8.52,8 - utslagen i försöket
- 4x400 meter
  - - Sverige (Hans-Olof Johansson, Lennart Jonsson, Alf Petersson, Per-Owe Trollsås), 3.10,9 - utslagna i semifinal
- Höjdhopp
  - 5 Stig Pettersson, 2,09
  - 7 Kjell-Åke Nilsson, 2,03
- Tresteg
  - 11 Sten Erickson, 15,49
- Kulstötning
  - - Erik Uddebom, 16,31 - utslagen i kvalet
- Diskuskastning
  - - Östen Edlund, 51,76 - utslagen i kvalet
  - - Erik Uddebom, 50,87 - utslagen i kvalet
- Släggkastning
  - - Birger Asplund, 57,27 - utslagen i kvalet
- Spjutkastning
  - 6 Knut Fredriksson, 78,33

#### Damer
- 200 meter
  - Ulla-Britt Wieslander, 24,6 - utslagen i försöket
- 80 meter häck
  - Ulla-Britt Wieslander, 11,5 - utslagen i försöket
- Höjdhopp
  - 6 Inga-Britt Lorentzon, 1,65
- Diskuskastning
  - 12 Wivianne Bergh-Freivald, 43,96
- Spjutkastning
  - - Ingrid Almqvist, 47,67 - utslagen i kvalet

### Fäktning

#### Herrar
- Florett individuellt
  - - Göran Abrahamsson, utslagen i första omgången
  - - Hans Lagerwall, utslagen i första omgången
  - - Orvar Lindwall, utslagen i första omgången
- Värja individuellt
  - - Berndt-Otto Rehbinder, utslagen i semifinalen
  - - Göran Abrahamsson, utslagen i kvartsfinalen
  - - Hans Lagerwall, utslagen i första omgången
- Värja lag
  - 5 Sverige (Göran Abrahamsson, Carl-Wilhelm Engdahl, Hans Lagerwall, Orvar Lindwall, Ulf Ling-Vannerus, Berndt-Otto Rehbinder)

#### Damer
- Florett individuellt
  - - Christina Lagerwall, utslagen i kvartsfinalen

### Gymnastik

#### Herrar
- Allround individuellt
  - 61 Stig Lindevall 108,45
  - 73 Kurt Wigartz 107,05
  - 82 Bo Wirhed 105,60
  - 91 Leif Korn 104,30
  - 92 William Thoresson 103,65
  - 105 Jean Cronstedt 100,25
- Allround lag
  - 14 Sverige (Leif Korn, Stig Lindevall, William Thoresson, Kurt Wigartz, Bo Wirhed)
- Barr
  - 50 Stig Lindevall
  - 87 Kurt Wigartz
  - 104 William Thoresson
  - 106 Bo Wirhed
  - 107 Jean Cronstedt
  - 113 Leif Korn
- Bygelhäst
  - 36 Kurt Wigartz
  - 54 Bo Wirhed
  - 57 Leif Korn
  - 73 Stig Lindevall
  - 89 William Thoresson
  - 97 Jean Cronstedt
- Fristående
  - 21 William Thoresson
  - 46 Stig Lindevall
  - 52 Kurt Wigartz
  - 81 Leif Korn
  - 89 Bo Wirhed
  - 95 Jean Cronstedt
- Hopp över häst
  - 19 William Thoresson
  - 20 Bo Wirhed
  - 69 Leif Korn
  - 73 Kurt Wigartz
  - 81 Stig Lindevall
  - 123 Jean Cronstedt
- Ringar
  - 20 Leif Korn
  - 34 Stig Lindevall
  - 77 Bo Wirhed
  - 87 Jean Cronstedt
  - 92 Kurt Wigartz
  - 107 William Thoresson
- Räck
  - 80 Stig Lindevall
  - 81 Kurt Wigartz
  - 84 Jean Cronstedt
  - 98 Bo Wirhed
  - 104 Leif Korn
  - 109 William Thoresson

#### Damer
- Allround individuellt
  - 29 Ewa Rydell 72,964
  - 61 Gerola Lindahl 71,247
  - 62 Lena Adler 71,197
  - 64 Monica Elfvin 70,765
  - 66 Solveig Egman 70,731
  - 68 Ulla Lindström 70,397
- Allround lag
  - 11 (Lena Adler, Solveig Egman, Monica Elfvin, Gerola Lindahl, Ewa Rydell) 359,470
- Barr
  - 51 Ewa Rydell
  - 78 Gerola Lindahl
  - 85 Monica Elfvin
  - 86 Lena Adler
  - 86 Solveig Egman
  - 90 Ulla Lindström
- Bom
  - 28 Ulla Lindström
  - 40 Ewa Rydell
  - 45 Monica Elfvin
  - 48 Gerola Lindahl
  - 52 Solveig Egman
  - 54 Lena Adler
- Fristående
  - 40 Ulla Lindström
  - 42 Ewa Rydell
  - 68 Lena Adler
  - 73 Gerola Lindahl
  - 77 Solveig Egman
  - 82 Monica Elfvin
- Hopp över häst
  - 13 Lena Adler
  - 15 Ewa Rydell
  - 25 Solveig Egman
  - 29 Gerola Lindahl
  - 31 Monica Elfvin
  - 82 Ulla Lindström

### Gång
- 20 km
  - 6 Lennart Back, 1.37.17,0
  - 7 John Ljunggren 1.37.59,0
  - 14 Lennart Carlsson 1.40.25,0
- 50 km
  - - Erik Söderlund - bröt
  - - Åke Söderlund - bröt

### Kanot

#### Herrar
- K-1 4x500 meter stafett
  - - Sverige (Gert Fredriksson, Carl von Gerber, Åke Nilsson, Sven-Olov Sjödelius) - utslagna i semifinal
- C-1 1 000 meter
  - 4 Ove Emanuelsson

#### Damer
- K-1 500 meter
  - 6 Else-Marie Lindmark

### Modern femkamp
- Individuellt
  - 15 Per-Erik Ritzén
  - 21 Sture Ericson
  - 30 Björn Thofelt
- Lag
  - 6 Sverige (Sture Ericson, Per-Erik Ritzén, Björn Thofelt)

## Ridsport

### Dressyr
| Ryttare         | Häst     | Runda 1 | Runda 1   | Runda 2         | Total | Placering |
| Ryttare         | Häst     | Poäng   | Placering | Poäng           | Total | Placering |
| --------------- | -------- | ------- | --------- | --------------- | ----- | --------- |
| Henri Saint Cyr | L'Etoile | 1036    | 4         | 1028            | 2064  | 4         |
| Yngve Viebke    | Gaspari  | 975     | 9         | Ej kvalificerad | 975   | 9         |

### Fälttävlan
Lag om fyra ekipage, samt fyra individuella platser:
| Tävlande          | Häst     | Dressyr | Dressyr   | Steeplechase  | Steeplechase | Terrängbana   | Terrängbana | Hoppning    | Totalt      | Totalt      |
| Tävlande          | Häst     | Straff  | Placering | Straff hinder | Tid          | Straff hinder | Tid         | Straff      | Straff      | Placering   |
| ----------------- | -------- | ------- | --------- | ------------- | ------------ | ------------- | ----------- | ----------- | ----------- | ----------- |
| Ragnar Gustafsson | Dan      | -118    | 24        | 0             | 25,60        | -60           | -8,40       | startade ej | startade ej | startade ej |
| Olle Barkander    | Emir     | -77,5   | 3         | 0             | 19,20        | eliminerad    | eliminerad  | eliminerad  | eliminerad  | eliminerad  |
| Sune Lindbäck     | Armagnac | -84,0   | 6         | 0             | 30,4         | eliminerad    | eliminerad  | eliminerad  | eliminerad  | eliminerad  |
| Hans Johansson    | Uran     | 101,5   | 14        | bröt          | bröt         | bröt          | bröt        | bröt        | bröt        | bröt        |

| Tävlande                                                      | Häst     | Dressyr     | Steeplechase | Terrängbana | Hoppning    | Totalt      | Totalt      |
| Tävlande                                                      | Häst     | Straff      | Straff       | Straff      | Straff      | Straff      | Placering   |
| ------------------------------------------------------------- | -------- | ----------- | ------------ | ----------- | ----------- | ----------- | ----------- |
| Ragnar Gustafsson Olle Barkander Sune Lindbäck Hans Johansson | som ovan | eliminerade | eliminerade  | eliminerade | eliminerade | eliminerade | eliminerade |

### Hoppning
| Tävlande        | Häst      | Runda A  | Runda B     | Total       |
| Tävlande        | Häst      | Straff   | Straff      | Placering   |
| --------------- | --------- | -------- | ----------- | ----------- |
| Anders Gernandt | Valor     | 24       | startade ej | startade ej |
| Dag Nätterqvist | Good Luck | elimerad | elimerad    | elimerad    |
| Per Fresk       | Kaskad    | elimerad | elimerad    | elimerad    |

| Ryttare                                  | Häst             | Runda 1 | Runda 1   | Runda 2 | Runda 2   | Placering |
| Ryttare                                  | Häst             | Straff  | Placering | Straff  | Placering | Placering |
| ---------------------------------------- | ---------------- | ------- | --------- | ------- | --------- | --------- |
| Per Fresk Gustaf de Geer Anders Gernandt | Jabal Ugly Valor | 126,5   |           | 147     |           | 14        |

### Rodd
- Tvåa utan styrman
  - - Sverige (Gösta Eriksson, Lennart Hansson) - utslagna i försöket
- Tvåa med styrman
  - - Sverige (Gösta Eriksson, Lennart Hansson, Owe Lostad (cox)) - utslagna i försöket
- Fyra med styrman
  - - Sverige (Rune Andersson, Lars-Eric Gustafsson, Ulf Gustafsson, Kjell Hansson, Owe Lostad (cox)) - utslagna i försöket
- Åtta med styrman
  - - Sverige (Rune Andersson, Bengt-Åke Bengtsson, Åke Berntsson, Lars-Eric Gustafsson, Ulf Gustafsson, Kjell Hansson, Per-Olof Hedenberg, Ralph Hurtig, Owe Lostad (cox)) - utslagna i försöket

### Segling
- 5,5 meter
  - 5 Sverige (Bengt Sjösten, Claes Turitz, Carl Göran Witting)
- Drake
  - 20 Sverige (Bengt Palmquist, Göran Crafoord, Sten Elliot)
- Finnjolle
  - 28 Göran Andersson
- Flying Dutchman
  - 24 Sverige (Christian Vinge, Bengt Waller)
- Starbåt
  - 10 Sverige (Sune Carlsson, Per-Olof Karlsson)

### Simning

#### Herrar
- 100 meter frisim
  - 8 Per-Ola Lindberg, 57,1
  - - Bengt Nordvall, 58,5 - utslagen i försöket
- 400 meter frisim
  - - Sven-Göran Johansson, 4.35,6 - utslagen i försöket
  - - Per-Olof Ericsson, 4.41,2 - utslagen i försöket
- 1 500 meter frisim
  - - Lars-Erik Bengtsson, 18.19,7 - utslagen i försöket
- 4x200 meter frisim
  - 6 Sverige (Lars-Erik Bengtsson, Sven-Göran Johansson, Per-Ola Lindberg, Bengt Nordvall), 8.31,0
- 200 meter bröstsim
  - - Tommie Lindström, 2.42,8 - utslagen i försöket
  - - Berndt Nilsson, 2.45,0 - utslagen i försöket
- 200 meter fjärilsim
  - - Håkan Bengtsson, 2.25.0 - utslagen i försöket efter skiljeheat
- 100 meter ryggsim
  - - Bengt-Olov Almstedt, 1.05,9 - utslagen i försöket

#### Damer
- 100 meter frisim
  - - Inger Thorngren, 1.05,4 - utslagen i semifinal
  - - Karin Larsson, 1.06,5 - utslagen i semifinal
- 400 meter frisim
  - 2 Jane Cederqvist,
  - 8 Bibbi Segerström, 5.02,4
- 4x100 meter frisim
  - 6 Sverige (Karin Larsson, Kristina Larsson, Bibbi Segerström, Inger Thorngren), 4.25,1
- 200 meter bröstsim
  - - Barbro Eriksson, 2.59,8 - utslagen i försöket
- 100 meter fjärilsim
  - 7 Kristina Larsson, 1.13,6
  - - Karin Larsson, 1.15,0 - utslagen i försöket

### Simhopp

#### Herrar
- Svikthopp
  - 13 Johnny Hellström, 91,31 - utslagen i semifinal
  - 14 Göran Lundqvist, 91,23 - utslagen i semifinal
- Höga hopp
  - 11 Göran Lundqvist, 90,86 - utslagen i semifinal
  - 12 Toivo Öhman, 89,50 - utslagen i semifinal

#### Damer
- Höga hopp
  - 12 Birte Hanson, 77,43 - utslagen i semifinal

### Skytte
- Frigevär, helmatch
  - 14 Anders Kvissberg, 1104
  - 19 Kurt Johansson, 1095
- Kortdistans, helmatch
  - 16 Anders Kvissberg, 1127
  - 26 Walther Fröstell, 1113
- Kortdistans, liggande
  - 11 Anders Kvissberg, 584
  - 15 Kurt Johansson, 582
- Fripistol
  - 4 Torsten Ullman, 550
  - 15 Leif Larsson, 538
- Silhuettpistol
  - 10 Jan Wallén, 580
  - 11 Stig Berntsson, 580
- Lerduvor
  - 12 Rune Andersson, 181
  - - Carl Beck-Friis - utslagen i försöket

### Tyngdlyftning
- Lätt tungvikt
  - 16 Sven Borrman, 385 kg